# ハーレムベースボールウィーク
ハーレムベースボールウィーク（Haarlem Baseball Week）は、オランダのハーレムで概ね2年に1回開かれる野球の国際大会である。1961年7月22日に第1回大会が開かれており、大会は概ね9日間行われる。
2016年12月15日に経済的理由により大会休止が発表されたが、継続希望のクラウドファンディングの結果、2018年にも開催され、日本が4度目の優勝を果たした。以降も開催されている。

## 概要
オランダ王立野球ソフトボール連盟（KNBSB）の主催により原則として2年に1回、偶数年に開催される世界野球ソフトボール連盟（WBSC）の公認大会である。WBSC世界ランキングのポイント加算対象であり、2024年現在では成績に応じて最大100ポイント、最小10ポイントが付与される。
一般に、国際大会ではトップチームまたは同カテゴリの年代別ナショナルチームどうしで対戦することが多いが、本大会にはそのような縛りはかけられておらず、例えば大学・短期大学選抜や日本の社会人野球チームがその国の代表として出場することもある。参加国は少なく、4～6チームである。そのため、はじめに総当たりのリーグ戦を行い、その後にシングルエリミネーション形式のトーナメント戦で順位を決定する。
日本は1978年の第10回大会に初出場し、同大会で優勝している。日本からのナショナルチーム以外の出場としては、三菱グループ（第11回大会・1980年、第12回大会・1982年）がある。また、第25回大会（2010年）では、京滋大学野球連盟選抜チームが日本代表として出場した。欧州野球選手権などで上位を争う開催国オランダも、自国開催の国際大会ながら最近はキューバを破って優勝するなど力をつけてきている。日本はこの大会と相性が良く、過去5回の優勝経験を持つ。

## 回次ごとの詳細と優勝チーム
| 年     | 回次      | 優勝チーム                   | 2位                                       | 3位                               |
| ------ | --------- | ---------------------------- | ----------------------------------------- | --------------------------------- |
| 1961年 | 第1回     | アルコンベリー・スパルタンズ | ヴィースバーデン・フライヤーズ            | シャトールー・セイバーズ          |
| 1963年 | 第2回     | サリバンズ                   | 野球オランダ代表                          | フレンチ・ウッズ                  |
| 1966年 | 第3回     | カリフォルニア・スタッグス   | 野球オランダ代表                          | アウクスブルク・ベイオネッツ      |
| 1968年 | 第4回     | サリバンズ                   | 野球オランダ代表                          | 野球アンティル代表                |
| 1969年 | 第5回     | サリバンズ                   | カリフォルニア・スタッグス                | 野球オランダ代表                  |
| 1971年 | 第6回     | サリバンズ                   | カリフォルニア・スタッグス                | USAFE                             |
| 1972年 | 第7回 (A) | 野球キューバ代表             | サリバンズ                                | アラスカ・ゴールドパナーズ        |
| 1972年 | 第7回 (B) | 野球アンティル代表           | 野球オランダ代表                          | 野球イタリア代表                  |
| 1974年 | 第8回     | 野球キューバ代表             | アリゾナ・ワイルドキャッツ                | サリバンズ                        |
| 1976年 | 第9回     | アリゾナ・ワイルドキャッツ   | 野球韓国代表                              | サリバンズ                        |
| 1978年 | 第10回    | 野球日本代表                 | 野球韓国代表                              | 野球キューバ代表                  |
| 1980年 | 第11回    | 野球アメリカ合衆国代表       | ミシシッピ                                | サリバンズ                        |
| 1982年 | 第12回    | マイアミ・ハリケーンズ       | 三菱野球部                                | 野球オランダ代表                  |
| 1984年 | 第13回    | 野球カナダ代表               | 野球オランダ代表                          | ワシントン州立大学                |
| 1988年 | 第14回    | サリバンズ                   | 野球カナダ代表                            | 野球オランダ代表                  |
| 1990年 | 第15回    | サリバンズ                   | 野球キューバ代表                          | 野球オランダ代表                  |
| 1992年 | 第16回    | 野球日本代表                 | リトル・シーザーズ                        | 野球オランダ代表                  |
| 1994年 | 第17回    | 野球日本代表                 | リトル・シーザーズ                        | 野球オランダ代表                  |
| 1996年 | 第18回    | 野球キューバ代表             | 野球オランダ代表                          | サリバンズ                        |
| 1998年 | 第19回    | 野球キューバ代表             | 野球オーストラリア代表                    | サリバンズ                        |
| 2000年 | 第20回    | 野球アメリカ合衆国代表       | 野球キューバ代表                          | 野球オランダ代表                  |
| 2002年 | 第21回    | 野球アメリカ合衆国代表       | 野球オランダ代表                          | 野球キューバ代表                  |
| 2004年 | 第22回    | 野球オランダ代表             | 野球キューバ代表                          | 野球日本代表                      |
| 2006年 | 第23回    | 野球オランダ代表             | 野球キューバ代表                          | 野球アメリカ合衆国代表            |
| 2008年 | 第24回    | 野球アメリカ合衆国代表       | 野球キューバ代表                          | 野球チャイニーズタイペイ代表      |
| 2010年 | 第25回    | 野球オランダ代表             | 野球キューバ代表                          | 野球日本代表                      |
| 2012年 | 第26回    | 野球キューバ代表             | 野球プエルトリコ代表                      | 野球アメリカ合衆国代表            |
| 2014年 | 第27回    | 野球アメリカ合衆国代表       | 野球日本代表 (大学代表)                   | 野球オランダ代表                  |
| 2016年 | 第28回    | 野球オランダ代表             | 東京六大学選抜                            | 野球オーストラリア代表            |
| 2018年 | 第29回    | 野球日本代表 (大学代表)      | 野球チャイニーズタイペイ代表 (社会人選抜) | 野球オランダ代表                  |
| 2022年 | 第30回    | 野球オランダ代表             | 野球キュラソー代表                        | 野球アメリカ合衆国代表 (大学選抜) |
| 2024年 | 第31回    | 野球日本代表 (大学代表)      | 野球アメリカ合衆国代表 (短大選抜)         | 野球オランダ代表                  |